# Mitsubishi A6M2-K
Mitsubishi A6M2-K — серійний навчальний літак Імперського флоту Японії періоду Другої світової війни. Був спроектований на основі палубного винищувача A6M «Зеро».

## Історія створення
Протягом Другої Світової війни більшість сторін розробляло двомісні навчальні версії відповідних винищувачів першої лінії (Наприклад Fw 190 A-5/U1 чи TP-47G). На відміну від більшості країн, де це була невелика кількість перероблених машин застарілих модифікації, японський флот серійно виготовляв начальні варіанти. Зокрема серійно виготовлялись навчальні версії палубних винищувачів A3N і A5M. Тому в рамках програми «17-Shi» було закладено специфікацію на навчальну версію A6M «Зеро», яка отримала кодову назву A6M2-K.
Розробку проводив 12-тий морський арсенал в місті Омура, і перший A6M2-K було виготовлено в листопаді 1943 року. Фюзеляж і загальна компоновка майже повністю збігалися з A6M2, модифікації включали нову двомісну кабіну з парним керуванням, а також невеликі накладки на хвіст для полегшення виходу зі штопора. Також в навчальна машина не мала гармат в крилах, і були прибрані накладки на шасі. Силовою установкою слугував стандартний двигун Nakajima Sakae 12. Літак успішно пройшов випробовування і серійний випуск почався на 12-тому арсеналі почався в кінці 1943 року, а з травня 1944 A6M2-K почав виготовлятись на фабриці Hitachi. Загалом до кінця війни було виготовлено 508 A6M2-K.
В серпні 1944 року почалась розробка навчального варіант з компоновкою аналогічною до A6M5, яка отримала назву A6M5-K. Перші експериментальні літаки було виготовлено в березні 1945. Вони оснащувались двигуном Nakajima Sakae 21. Але через погано ситуацію на фронті до кінця війни було виготовлено тільки 7 літаків.

## Тактико-технічні характеристики (A6M2-K)

### Технічні характеристики
- Екіпаж: 2 особи
- Довжина: 9,15 м
- Розмах крил: 12 м
- Площа крил: 22,44 м ²
- Маса порожнього: 1 819 кг
- Маса спорядженого: 2 334 кг
- Максимальна злітна маса: 2 627 кг
- Навантаження на крило: 104 кг/м²
- Двигун: Nakajima Sakae 12
- Потужність: 950 к. с.
- Питома потужність: 2.5 кг/к.с.

### Льотні характеристики
- Максимальна швидкість: 476 км/г на висоті 4000 м
- Крейсерська швидкість: 345 км/г
- Швидкість набору висоти 6000 м:  7 хв 56 с
- Практична дальність: 1 380 км
- Практична стеля: 10 180 м

### Озброєння
- Кулеметне:2 × 7,7 мм кулемети «Тип 97»
- Бомбове:
  - 250 кг бомба (для атак каміказе)
  - 2 х 60 кг бомб